# Ira Steven Behr
Ira Steven Behr (New York, 23 ottobre 1953) è un produttore televisivo e sceneggiatore statunitense.
È conosciuto per il suo lavoro in Star Trek, in particolare nella serie Star Trek: Deep Space Nine, del quale è stato showrunner e produttore esecutivo. È stato anche produttore esecutivo e showrunner della serie televisiva Crash, produttore esecutivo nella serie televisiva di Syfy Alphas, sceneggiatore e co-produttore esecutivo nella serie televisiva Outlander.

## Biografia
È nato da una famiglia di ebrei americani, Behr ha frequentato il Lehman College a New York. Dopo la laurea, Behr si è trasferito a Los Angeles per seguire la sua carriera di sceneggiatore.

## Carriera

### Primi lavori
Il primo lavoro di Behr come scrittore è stato nella serie televisiva dramatica Bret Maverick. Behr ha continuato a lavorare su drammi televisivi, per tutti gli anni 80, fra essi:
- Jessica Novak (serie televisiva del 1981, story editor)
- Saranno famosi (serie televisiva del 1982, sceneggiatore e produttore)
- Sette spose per sette fratelli (serie televisiva del 1982, sceneggiatore)
- L'uomo di Singapore (serie televisiva del 1982, sceneggiatore)
- Once a Hero (serie televisiva del 1987, sceneggiatore e produttore)
- The Bronx Zoo (serie televisiva del 1987, sceneggiatore)

### Star Trek
Dopo anni di sceneggiatura e produzione per la televisione, mentre era ancora parte dello staff di sceneggiatura della serie Beyond Reality, Behr è stato assunto come produttore nel corso della 3ª stagione di Star Trek: The Next Generation.
Behr lasciò The Next Generation dopo un anno; ma due anni più tardi, si unì di nuovo a Star Trek come supervisore di produzione nella nuova serie Star Trek: Deep Space Nine. All'inizio della seconda stagione, Behr è stato promosso co-produttore esecutivo. l'anno seguente, il coautore Michael Piller passò alla produzione della seguente serie di Star Trek, Star Trek: Voyager e Behr lo rimpiazzò come showrunner e produttore esecutivo. Come showrunner, Behr era alle dirette dipendenze del produttore esecutivo e capo del franchise Rick Berman.
Behr ha scritto un totale di 53 episodi di Deep Space Nine, più di qualsiasi altro scrittore della serie.
Come produttore esecutivo, Behr era in gran parte responsabile dell'arco narrativo della serie, dalla politica Bajorana alla Guerra del Dominio. Questa storia complessa e prolungata ha segnato un distacco dal tradizionale formato degli episodi in Star Trek, e la narrazione della guerra è stata una interruzione dalla visione del futuro tipicamente positiva e piena di speranza di Star Trek.
Behr personalmente sceneggiò o co-sceneggiò alcuni dei più importanti episodi nell'arco narrativo del Dominio, incluso "I Jem'Hadar", "In cerca dei fondatori (1ª) e 2ª parte)", "La via del guerriero (1ª) e 2ª parte)", "Legame spezzato", "Inizia l'apocallisse", "All'ombra del Purgatorio", "Alla luce dell'Inferno", "Chiamata alle armi", "Il sacrificio degli angeli", "Le lacrime dei Profeti" e l'episodio finale, "Quel che si lascia (1ª)" e 2ª parte)".

#### Sviluppo dei Ferengi
Behr ha avuto un ruolo significante nello sviluppo della razza aliena dei Ferengi durante il suo lavoro in Star Trek: Deep Space Nine. Sebbene i Ferengi furono dapprima inseriti nella prima stagione di Star Trek: The Next Generation come potenziale maggior antagonista, rivelatosi senza successo, e nelle stagioni seguenti divennero una fonte occasionale di gag comiche. Fu così fino a Deep Space Nine, serie che comprendeva un personaggio Ferengi nel suo cast regolare, dove i Ferengi furono veramente sviluppati a fondo. Behr era coinvolto in molti dei primi episodi sui Ferengi, ed ha introdotto il concetto Ferengi delle Regole dell'Acquisizione e scrisse la maggior parte delle regole che vengono citate nella serie. Queste regole furono più tardi pubblicate nel libro The Ferengi Rules of Acquisition, by Quark as told to Ira Steven Behr. Insieme al collega Robert Hewitt Wolfe, produttore di Deep Space Nine, Behr ha scritto il libro Legends of the Ferengi, una collezione di brevi storie che coinvolgono le Regole dell'Acquisizione.

### Dopo Star Trek
Behr Lasciò Star Trek successivamente al termine della settima ed ultima stagione di Deep Space Nine nel 1999, e da allora ha lavorato su diversi spettacoli televisivi, tra cui:
- Dark Angel (Serie televisiva del 2000, consulente di produzione)
- Bob Patterson (Serie televisiva del 2001, sceneggiatore e produttore esecutivo)
- The Twilight Zone (Serie televisiva del 2002, sceneggiatore e produttore esecutivo)
- 4400 (Serie televisiva del 2004, sceneggiatore e produttore esecutivo)
- Dr. Vegas (Serie televisiva del 2004, sceneggiatore e produttore esecutivo)

#### Crash: Seconda stagione
Nel febbraio del 2009, Behr è stato nominato capo sceneggiatore per la serie televisiva della Starz Entertainment Crash (basata sull'omonimo film di Paul Haggis) all'inizio della seconda stagione, che fu trasmessa, negli USA, nell'autunno del 2009. L'Attore protagonista Dennis Hopper morì nel maggio del 2010 e la serie si interruppe.

#### Alphas
Alla fine del dicembre del 2010, Behr è stato nominato capo sceneggiatore, showrunner, e produttore esecutivo per la serie televisiva di Syfy Channel Alphas per la quale era stato girato un episodio pilota, scritto da Zak Penn e Michael Karnow e diretto da Jack Bender (The Sopranos, Lost), era già stato prodotto. L'attore protagonista della serie è David Strathairn famoso per Good Night, and Good Luck. Behr ha supervisionato i restanti 10 episodi degli 11 previsti nella prima stagione.

#### Outlander
Dal 2014 al 2016 Behr è stato produttore e co-produttore esecutivo di Outlander , accanto al suo collega in Deep Space 9 Ronald D. Moore.